# Henry Kwami Anyidoho
Henry Kwami Anyidoho es un militar ghanés retirado (13 de julio de 1940, Tanyigbe, Ghana Británica). Se graduó de la Escuela de Estado Mayor de la Marina de los Estados Unidos en Virginia y la Academia Militar de Ghana y fue comisionado en el Cuerpo de Señales del ejército de Ghana en 1965. Desde entonces ha servido en varias capacidades en las fuerzas armadas de Ghana , incluido un Comandante la Academia Militar de Ghana y Comandante del Comando Norte del Ejército, así como numerosas misiones de mantenimiento de la paz de la ONU.
Durante el genocidio de Ruanda de 1994, se desplegó un contingente de Ghana dirigido por el general Anyidoho para servir en la UNAMIR (Misión de Asistencia de las Naciones Unidas para Ruanda) al mando del general canadiense Roméo Dallaire. Anyidoho, que tenía experiencia en misiones de mantenimiento de la paz en el Líbano, Camboya y Liberia, se desempeñó como subcomandante del general Dallaire además de su función como jefe del contingente de Ghana. En el libro de Dallaire, Shake Hands With the Devil , Anyidoho y sus hombres son a menudo señalados por elogios por su coraje e ingenio, y se les reconoce el mérito de haber albergado a miles de tutsis y hutus tolerantes, salvándolos de una muerte segura.  Cuando el gobierno belga decidió retirar su contingente de mantenimiento de la paz, el liderazgo de la ONU ordenó a Dallaire que se preparara para retirar la UNAMIR. Dallaire buscó el consejo de Anyidoho, quien le aseguró que él y sus tropas de Ghana no se irían. Así asegurado, Dallaire decidió mantener operativa la UNAMIR. 
Durante doce años, Anyidoho también fue presidente de la junta directiva de Ghana Telecom. También ha contribuido con capítulos en libros editados sobre mantenimiento de la paz internacional y es el autor del libro sobre su permanencia en Ruanda: Guns Over Kigali. Fue condecorado con la Orden del Servicio Distinguido por la proeza de salvar varias vidas desinteresadamente.

## Misiones de paz de la ONU
- UNEF, Sinaí
- FPNUL, Líbano - Oficial jefe de información y prensa militar
- ECOMOG, Liberia , 1990
- APRONUC , Camboya
- UNAMIR, Ruanda , 1994 - Comandante adjunto de la fuerza y jefe de personal durante el genocidio de Ruanda
- UNAMID, Darfur, desde 2005 - Adjunto adjunto de la UA - Representante especial de la ONU